# Hellehavns Nakke
Hellehavns Nakke är en udde på ön Møn i Danmark.   Den ligger i Vordingborgs kommun och Region Själland, i den sydöstra delen av landet, 70 km söder om Köpenhamn. Närmaste större samhälle är Stege, 15 km väster om Hellehavns Nakke. I omgivningarna runt Hellehavns Nakke växer i huvudsak blandskog.
På udden står Hellehavns Nakke Fyr.